# Pingwiny z Madagaskaru: Misja świąteczna
Pingwiny z Madagaskaru: Misja świąteczna (ang. The Madagascar Penguins in a Christmas Caper, 2005) – amerykański krótkometrażowy familijny film animowany z wytwórni DreamWorks. Był wyświetlany w kinach wraz z filmem Wallace i Gromit: Klątwa królika oraz dodawany do filmu Madagaskar w edycji DVD oraz VHS.

## Fabuła
Akcja rozgrywa się przed wydarzeniami z filmu Madagaskar. Skipper, Kowalski, Rico i Szeregowy przygotowują się do świąt. Gdy przychodzi czas świętowania, okazuje się, że brakuje Szeregowego. Pingwin zmartwiony tym, że jego przyjaciel Ted jest sam w tym czasie, postanawia udać się po prezent dla niego. Jednak to on zostaje kupiony. Skipper, Rico i Kowalski ruszają mu na pomoc.

## Obsada
- Tom McGrath – Skipper
- Christopher Knights – Szeregowy
- Chris Miller – Kowalski
- John DiMaggio – Rico
- Elisa Gabrielli – Staruszka
- Bill Fagerbakke – Ted
- Sean Bishop – 
  - Komentator sportowy,
  - Osoba obsługująca drzwi

## Wersja polska

### Pierwsza wersja dubbingu z 2005
Wersja polska: Hiventy Poland

Reżyseria: Joanna Wizmur

Dialogi polskie: Bartosz Wierzbięta

Tekst piosenki: Agnieszka Zwolińska

Udział wzięli:
- Grzegorz Pawlak – Skipper
- Tomasz Steciuk – Szeregowy
- Jacek Lenartowicz – Kowalski
- Janusz Zadura – Rico
- Mirosława Krajewska – Staruszka
- Jakub Szydłowski – Ted
- Janusz Wituch – Portier
- Tomasz Bednarek – Sprawozdawca

W pozostałych rolach: 
- Anita Steciuk – Piesio
- Beata Wyrąbkiewicz – Kobieta w mieście
- Paweł Szczesny

Wykonanie piosenki: Tomasz Steciuk, Anita Steciuk, Beata Wyrąbkiewicz

### Druga wersja dubbingu z 2016
Wersja polska: Film Factory Studio na zlecenie Telewizji Polsat

Dialogi: Marcin Bartkiewicz

Reżyseria: Agnieszka Matysiak

Dźwięk: Zdzisław Zieliński

Kierownictwo produkcji: Róża Zielińska

Wystąpili:
- Grzegorz Pawlak – Skipper
- Tomasz Steciuk – Szeregowy
- Jacek Król – Kowalski
- Janusz Wituch – Rico

W pozostałych rolach: 
- Ewa Serwa – Staruszka
- Jakub Szydłowski – Ted
- Mirosław Zbrojewicz – Portier
- Wojciech Paszkowski – Sprawozdawca

i inni
Lektor: Paweł Bukrewicz